# Megalochlamys ogadenensis
Megalochlamys ogadenensis är en akantusväxtart som beskrevs av K. Vollesen. Megalochlamys ogadenensis ingår i släktet Megalochlamys och familjen akantusväxter. Inga underarter finns listade i Catalogue of Life.